# Torre dei Bertolotti

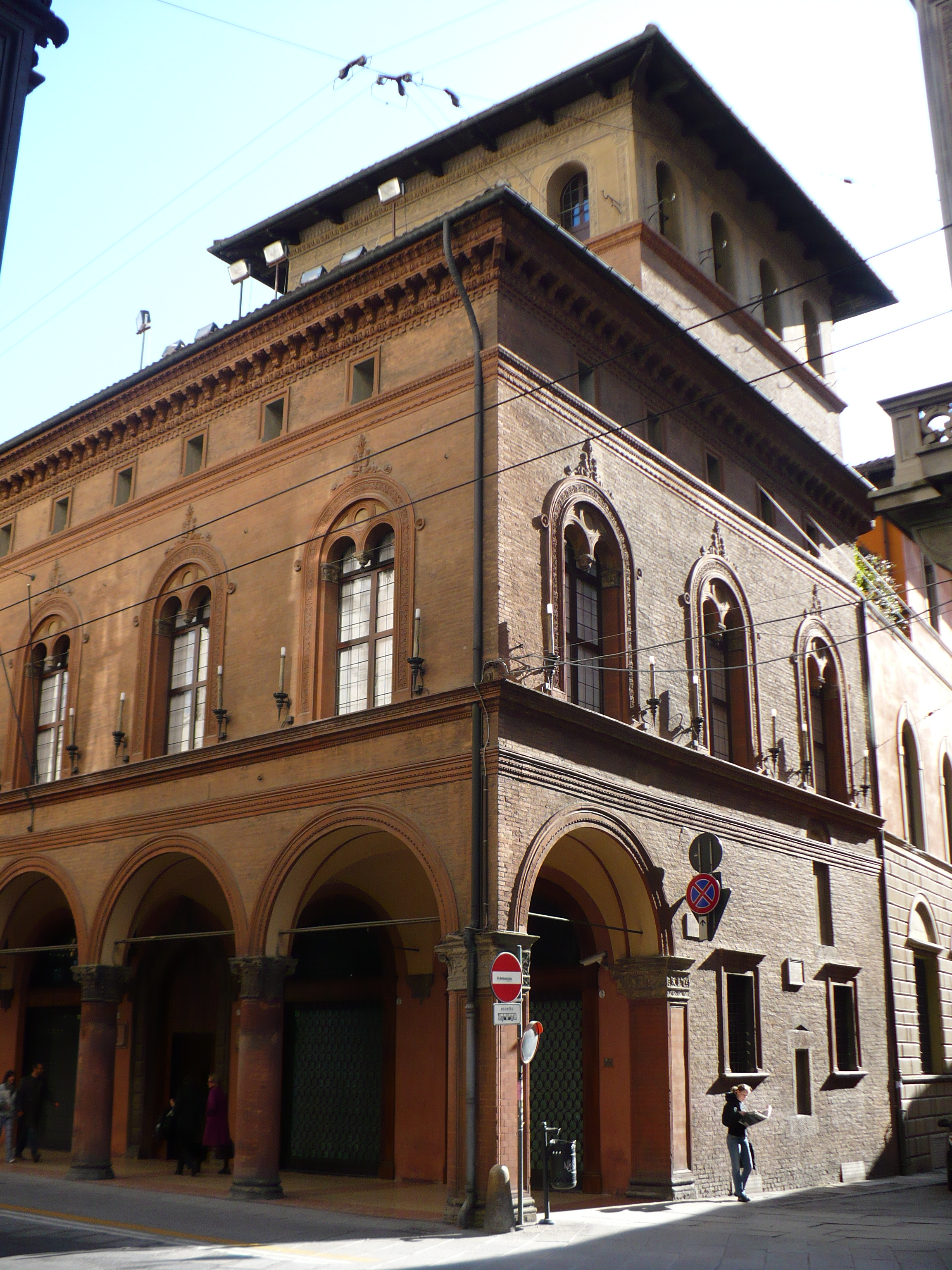
Torre dei Bertolotti

Die Torre dei Bertolotti ist einer der etwa 20 Geschlechtertürme, die heute noch im historischen Zentrum von Bologna in der italienischen Region Emilia-Romagna existieren.

## Beschreibung
Der gegen Ende des 12. Jahrhunderts oder Anfang des 13. Jahrhunderts errichtete Turm wurde in der zweiten Hälfte des 15. Jahrhunderts in der Höhe gekürzt. Heute ist er noch 16 Meter hoch, bedeckt eine Grundfläche von 8,64 Meter × 8,64 Meter und hat 1,47 Meter dicke Mauern. Er liegt an der Ecke der Via Farini und des Vicolo San Damiano (der früher Via di Bertolotto, nach dem Oberhaupt der Familie, hieß) und ist in die Casa dei Saraceni aus dem 15. Jahrhundert integriert; die Familie ließ den Turm in einen Söller umbauen, als sie ihre Residenz im Stile der bologneser Renaissance errichten ließen. Eine Restaurierung, die die Sparkasse (Eigentümer des Hauses) in den Jahren 1933/1934 durchführen ließ, brachte zwei originale Öffnungen (beide mit Schwellen aus Selenit) und eine Gedenktafel ans Licht. Die kleine Gedenktafel an der Fassade enthält aber falsche Informationen: Sie identifiziert den Turm als den von Alberto Clarissimi, der ihn tatsächlich nicht hatte bauen lassen, auch wenn seine Nachkommen ihn in ihren Besitz brachten; außerdem sind das Baujahr und das Jahr der Kürzung des Turms ungenau angegeben.

## Geschichte

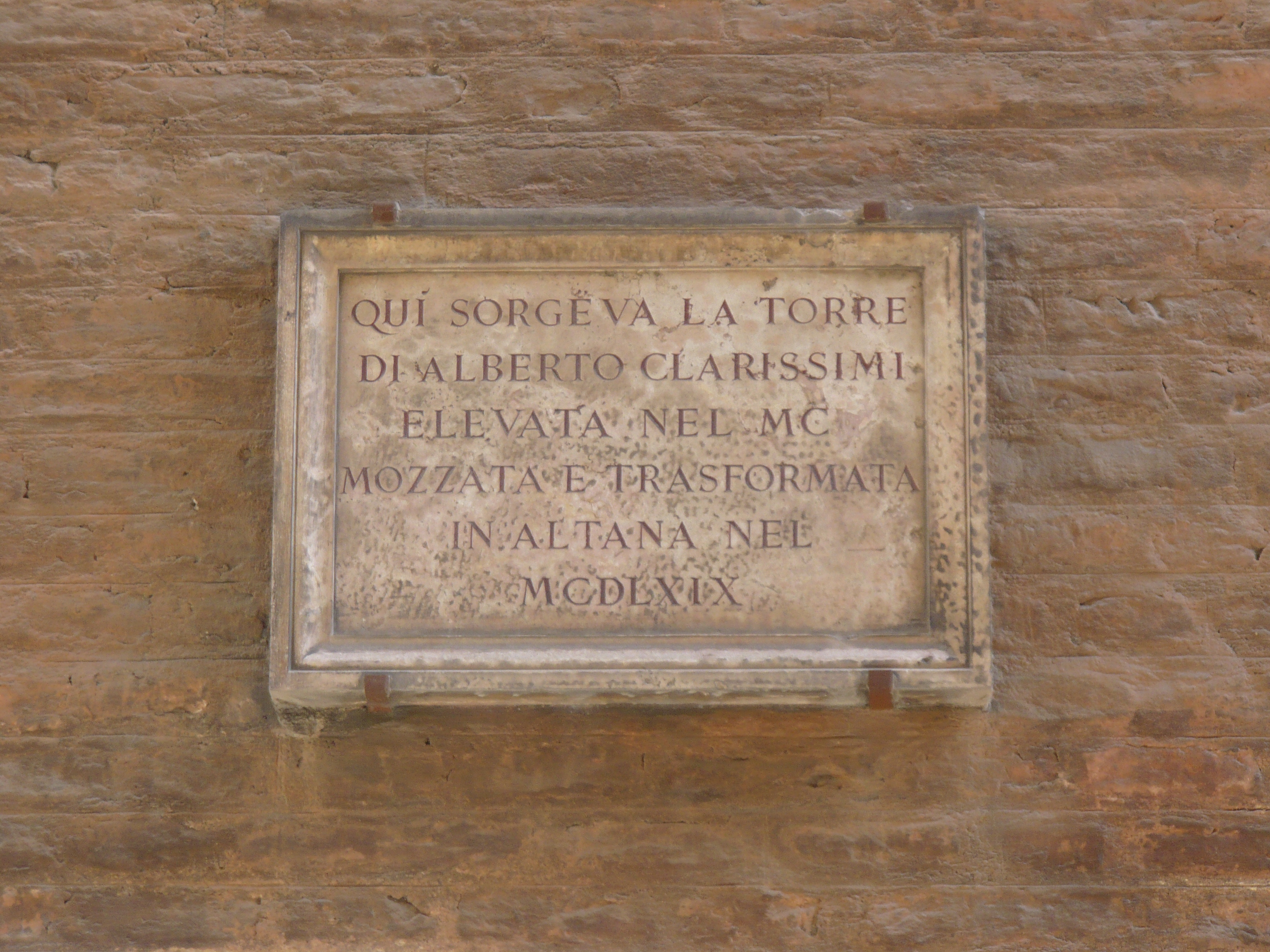
Gedenktafel an der Fassade

Die Bertolottis stammten aus der Toskana und spielten im 13. und 14. Jahrhundert eine aktive Rolle im Stadtleben: Giovanni Bertolotti war 1234 Konsul. Sie waren Meister der Schreibwaren, also im Gerben von Tierhäuten, um Pergament zu erhalten. Fast sicher fand sich in der Nähe des Turms und der Häuser der Bertolottis auch die Manufaktur zur Herstellung des Pergaments, die das Wasser des Baches Aposa nutzen musste, der entlang des heutigen Vicolo San Damiano verläuft (heute allerdings unterirdisch).